# Шевченко (Васильковский район)
Шевченко (укр. Шевченко) — село,
Павловский сельский совет,
Васильковский район,
Днепропетровская область,
Украина.
Код КОАТУУ — 1220787714. Население по переписи 2001 года составляло 104 человека.

## Географическое положение
Село Шевченко примыкает к пгт Письменное.
Рядом проходит железная дорога, станция Письменная в 1-м км.